# Coleophora sardocorsa
Coleophora sardocorsa é uma espécie de mariposa do gênero Coleophora pertencente à família Coleophoridae.